# Révolte des streltsy
La révolte des streltsy (en russe : Стрелецкое восстание) est un soulèvement des régiments de streltsy qui eut lieu à Moscou en 1698. Certains historiens russes estiment que ce soulèvement fut un mouvement réactionnaire contre les innovations progressistes de Pierre le Grand. D'autres y ont plutôt vu une émeute contre le joug du servage et les rigueurs du service militaire.

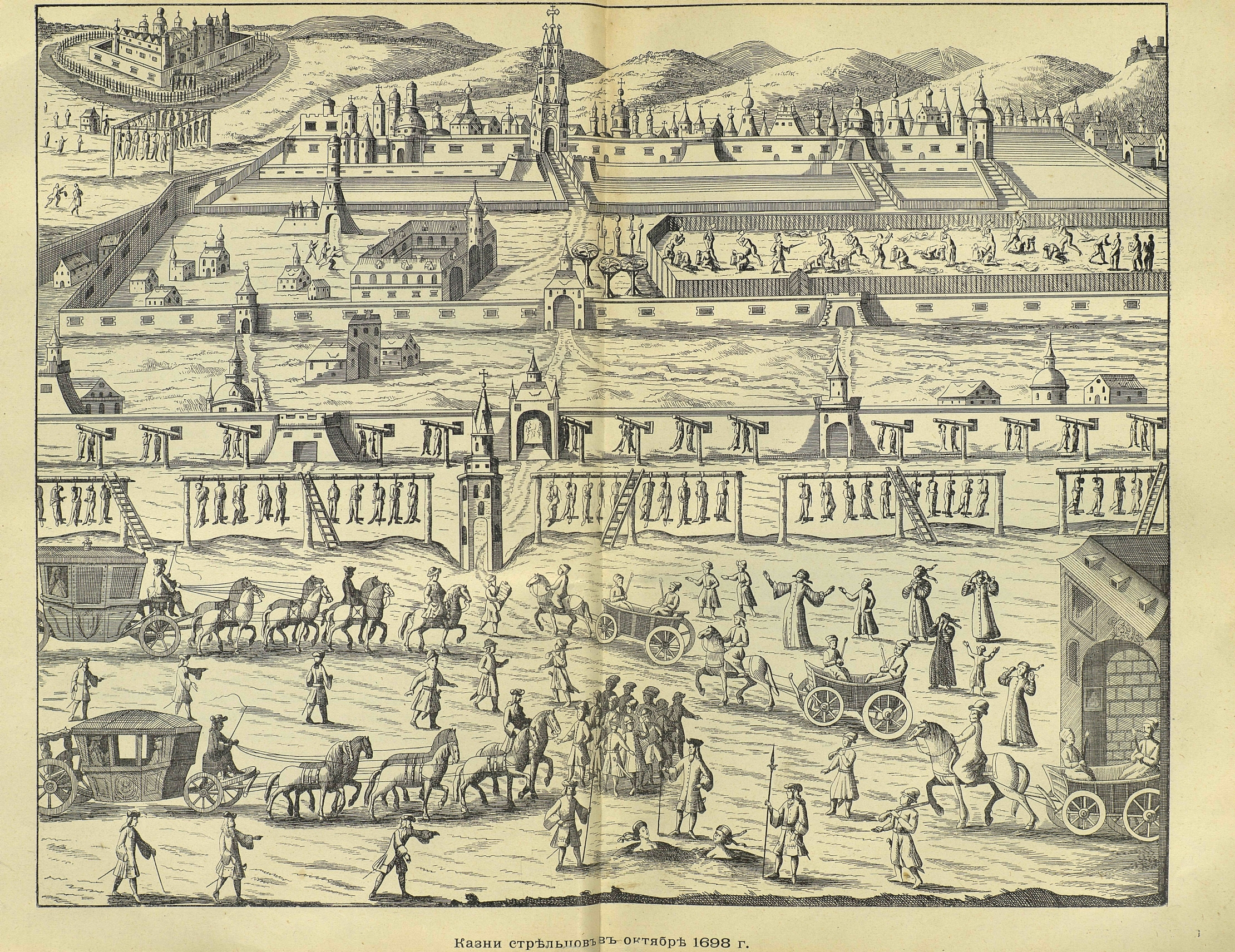
Exécution des steltsy, vue par une gravure d'époque, illustration tirée du Journal d'un voyage en Moscovie par Johann George Korb.

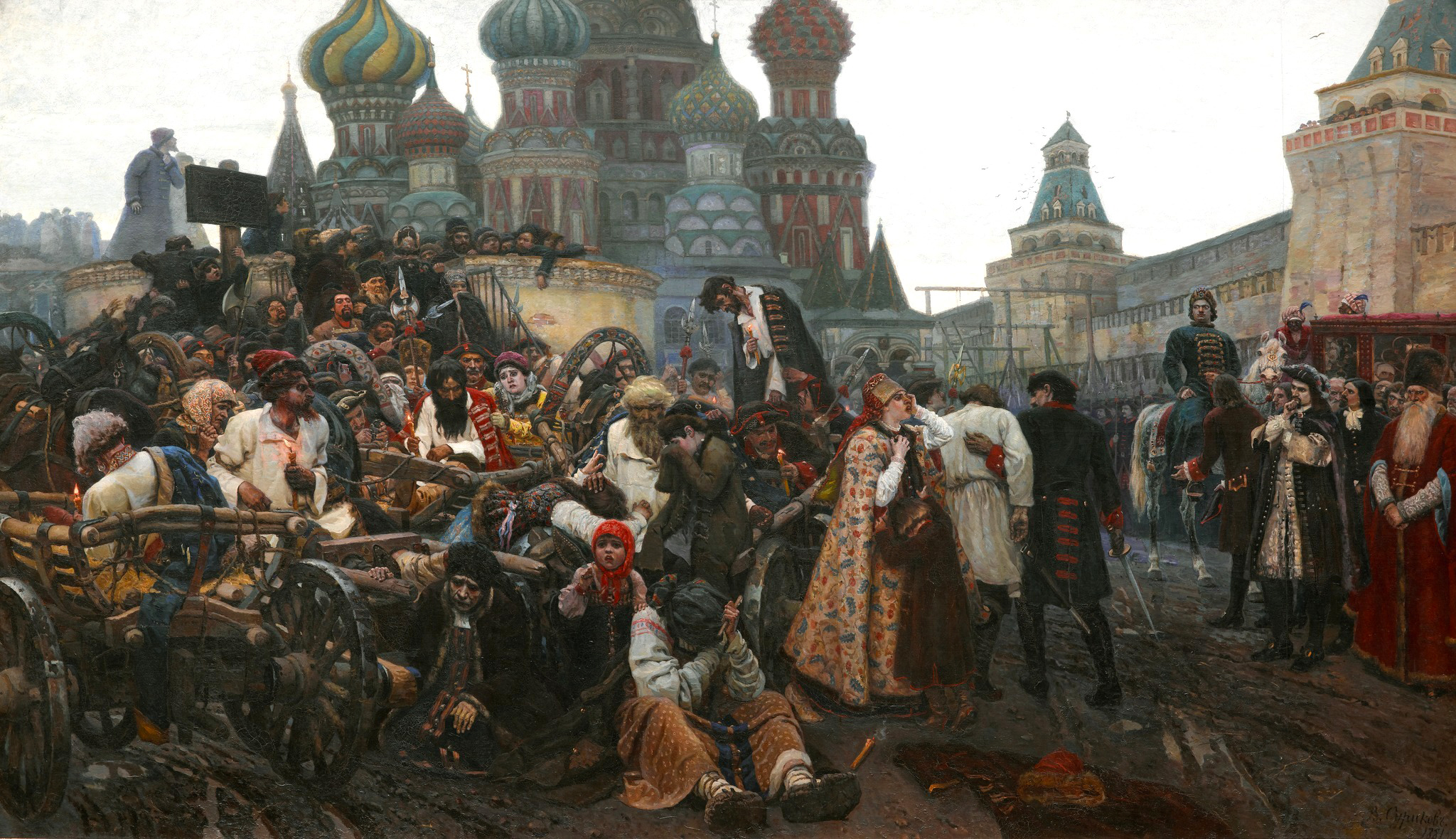
Le Matin de l'exécution des streltsy sur la place Rouge vue par Vassily Ivanovitch Sourikov (1848-1916).

## Origine de la révolte

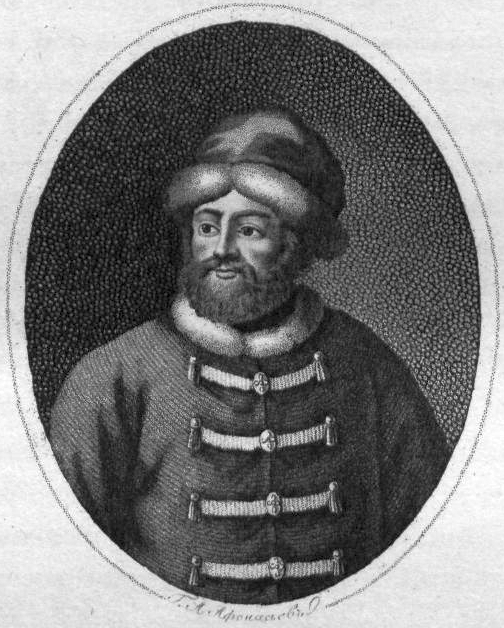
Portrait d'Alexeï Chéine publié par Platon Beketov. - Moscou : [Dans l'imprimerie de Semyon Selivanovsky], 1821-1824.

Les streltsy de Moscou, qui avaient participé aux campagnes d'Azov de Pierre le Grand en 1695 et 1696, avaient été laissés en garnison à Azov. En 1697, ces quatre régiments furent envoyés à l'improviste à Velikié Louki au lieu d'être rapatriés à Moscou. Durant ce voyage, les hommes souffrirent de la faim, et furent obligés de transporter leur équipement sans chevaux. En mars 1698, 175 streltsy désertèrent de leurs régiments et s'enfuirent à Moscou pour y déposer une plainte. Ils entrèrent en contact secrètement avec la tsarevna Sophia Alexeievna, elle-même alors incarcérée au monastère Novodievitchi, dans l'espoir qu'elle serait leur médiatrice. Mais cette démarche échoua et les streltsy fugitifs, malgré leur résistance, furent renvoyés dans leurs régiments, ce qui déclencha le mécontentement général.

## La défaite de la rébellion
Le 6 juin, les streltsy destituèrent leurs officiers, choisirent quatre représentants dans chaque régiment et marchèrent sur Moscou dans l'intention d'éliminer les boyards et les conseillers étrangers, responsables à leurs yeux de tous leurs malheurs. Les rebelles, au nombre d'environ 4 000, avaient l'intention d'installer sur le trône la régente Sophie ou, si celle-ci refusait, son ancien ministre et amant en exil Vassili Golitsyne. Le tsar Pierre Ier était alors absent de Moscou, en Grande Ambassade à travers l'Europe. Depuis l'étranger, il ordonna à quatre régiments (Préobrajensky, Semionovsky, Lefort et Gordon, soit 2 300 hommes au total) et à une unité de cavalerie aristocratique commandée par le généralissime Alexeï Chéine et le général Gordon de les devancer en attaquant les premiers. Le 18 juin, les streltsy furent mis en déroute non loin du monastère de la Nouvelle Jérusalem (Novoyeroussalimsky, Новоиерусалимский), ou de la Résurrection, (Voskressensky, Воскресенский), qui appartient à la ville actuelle d'Istra, à 56 km à l'ouest de Moscou.

## La répression
Une première enquête aboutit à l'exécution de 57 streltsy. Les autres furent exilés. À son retour de l'étranger le 25 août 1698, le tsar Pierre ordonna une seconde enquête. Entre septembre 1698 et février 1699, 1 182 Streltsy furent exécutés, 601 subirent le knout ou le batog, furent marqués au fer, ou déportés pour les plus jeunes d'entre eux. L'enquête et les exécutions se prolongèrent jusqu'en 1707. Les régiments de Moscou, qui n'avaient pas participé à la rébellion, furent par la suite dissous. Les streltsy survivants et les membres de leur famille furent forcés de quitter Moscou.
Le secrétaire Johann George Korb de l'ambassade envoyée en 1698 en Russie par l'empereur du Saint-Empire germanique Léopold Ier à Moscou auprès de l'empereur Pierre Ier a été témoin de cette répression et l'a décrite dans son Journal d'un voyage en Moscovie.

## Sources
- (en) Cet article est partiellement ou en totalité issu de l’article de Wikipédia en anglais intitulé « Streltsy Uprising » (voir la liste des auteurs).

- (ru) Cet article est partiellement ou en totalité issu de l’article de Wikipédia en russe intitulé « Стрелецкий бунт (1698) » (voir la liste des auteurs).